# Генк Бадінгс
Генк Бадінгс (нід. Henk Badings; 17 січня 1907, Бандунг, Ява — 26 червня 1987, Гагтен) — нідерландський композитор. Член Фламандської королівської академії наук, літератури і витончених мистецтв (1950). 

## Біографія
За освітою гірничий інженер-палеонтолог. Вчитися музиці почав самостійно, потім займався по композиції у Віллема Пейпера. З 1934 року викладав композицію у Роттердамській консерваторії, з 1937 року — у Амстердамському музичному ліцеї (з 1938 року — його директор), у 1941—45 роках — директор Гаазької консерваторії. 

## Творчість
У творчості Бадінгса класичні традиції (вплив нідерландської школи, Йоганна Себастьяна Баха) поєднуються з новітніми музичними прийомами письма (бітональний, лінеарність, електронна музика, 31-тонова система А. Д. Фоккера та інші).
Твори: 
- опери — Нічний дозор (De Nachtwacht за картиною Рембрандта, створена у 1943, поставлена в Антверпені, 1950), Любовні плітки (Liefde's listen; комічна, 1945), Дівчина з Андроса (Frau as Andris, Ганновер, 1960), радіоопери — Орест (1954), Астеріон (1957), електронна опера — Мартін Корда (Амстердам, 1960), Еліксир життя (Elisir della vita, 1959);
- балети — Balletto grottesco (також варіант для 2 фортепіано, Роттердам, 1939), драматичні балети — Орфей і Еврідіка (Амстердам, 1941), Жанна д'Арк (там же, 1947), Balletto serioso (для 2 фортепіано, 1955), Каїн (з електронною музикою, 1956), 5 мелодекламацій, у тому числі Західний вітер (1936) і Ельфи (1948); ораторії Апокаліпсис, Іона (1948, 1962);
- хори a cappella, у тому числі церковні — Коротка меса (Missa brevis, 1946), Stabat Mater (1954);
- для оркестру — 14 симфоній, у тому числі 6-а, Симфонія псалмів (з хором, 1953), Луїсвільська (1954) та інші симфонічні варіації (1936), 6 увертюр (1937—1961), інструментальні концерти (у тому числі для саксофона);
- камерні ансамблі, камерно-інструментальні твори, у тому числі сонати для різних інструментів;
- твори для органу, карійона, фортепіано та інших інструментів;
- цикли пісень;
- обробка народних пісень;
- музика для театру, радіо і телебачення;
- електронна музика.

Літературні твори: 
- De hedendaagsche Nederlandsche muziek, Amst., 1936;
- Tonaliteitsproblemen in de nieuwe muziek, Brussel, 1951, ті інші.